# Malouetia naias
Malouetia naias är en oleanderväxtart som beskrevs av M.E. Endress. Malouetia naias ingår i släktet Malouetia och familjen oleanderväxter. Inga underarter finns listade i Catalogue of Life.